# FDP-Bundesvertreterversammlung 1984
Die FDP-Bundesvertreterversammlung 1984 hielt die FDP am 21. Januar 1984 in Leverkusen ab. Es handelte sich um eine Vertreterversammlung zur Aufstellung der Liste zur Europawahl 1984. 

## Beschlüsse
Als Spitzenkandidat für die Europawahl im Juni 1984 wurde – wie bereits 1979 – der Vorsitzende der Liberalen und Demokratischen Fraktion im Europäischen Parlament Martin Bangemann nominiert. Zuvor war auf dem Kongress der Europäischen Liberalen und Demokraten in München vom 9. bis 11. Dezember 1983 das „Programm für Europa“ beschlossen worden.

## Kandidatenliste

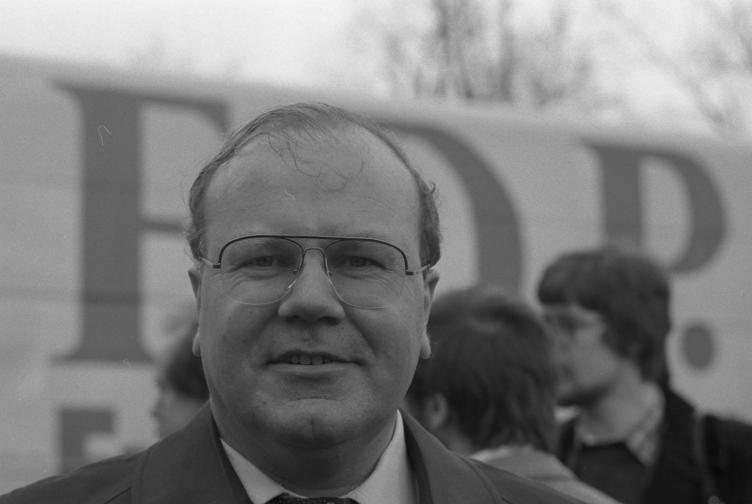
Martin Bangemann, 1979

Die Kandidaten 1 bis 13 nach Listenplätzen:
1. Martin Bangemann (Baden-Württemberg)
2. Mechthild von Alemann (Nordrhein-Westfalen)
3. Heinrich Jürgens (Niedersachsen)
4. Ulrich Irmer (Bayern)
5. Hermann Kleinstück (Hessen)
6. Rainer Funke (Hamburg)
7. Jürgen Hacker (Junge Liberale)
8. Peter Comperl (Saarland)
9. Peter Scholtysik (Schleswig-Holstein)
10. Astolf Tomasek (Bremen)
11. Rainer Koehnen (Rheinland-Pfalz)
12. Sabine Nehls (Berlin)
13. Hans C. Taschner (Auslandsgruppe Europa)

## Wahlergebnis
Die FDP scheiterte bei der Europawahl am 17. Juni 1984 mit 4,8 Prozent an der 5%-Hürde. Damit verpassten alle Kandidaten den Einzug in das Europaparlament.